# Арханђел
Арханђели, или архангели, су натприродна бића зороастризма, јудаизма, хришћанства и ислама. 

## Арханђели у хришћанству
Православна традиција помиње хиљаде арханђела али су ипак само седам арханђела слављени по имену. На грчком језику реч архи значи „главни“, „први“, a ангелос значи „весник“, „анђео“. Сваки понедељак посвећен је анђелима. 
У спису О небеској хијерархији, Дионисије Ареопагит каже да се сва бестелесна бића могу сврстати у тзв. небеску хијерархију у следећој хијерархији, а свака у три лика:
- виша: серафими, херувими, престоли;
- средња: господства, силе, власти;
- нижа: начела, арханђели, анђели.

У православној иконографији, сваки од арханђела је другачије представљен:
- Михаило, на хебрејском значи „Ко је као Бог“. Арх. Михаило је још од првих векова хришћанства представљан као војсковођа, који у својој десној руци држи копље којим се борио против Луцифера, а у левој руци зелену палмину гранчицу. Арх. Михаило се сматра важним заштитником православне вере и борцем против јереси.
- Гаврило значи „сила Божија“. Он је гласник Божији. Представљен је тако да у десној руци држи лампу, а у левој огледалце. Огледалце означава Премудрост Божију.
- Рафаил значи „исцељење Божије“. Представљен је како држи за руку Тобијаса.
- Урил значи „Божанска светлост“ или „ватра Божија“. Представљен је како у десној руци држи мач окренут према Персијанцима и пламен у левој.
- Салатил значи „врховни служитељ молитава“. Представљен је са погнутом главом и обореним погледом и са рукама на грудима, као на молитви.
- Јегудил значи „хвала Божија“. Представљен је како у десној руци држи златан венац и бич у левој.
- Варахил значи „делитељ благослова“. Представљен је како држи белу ружу на грудима.
- Понекад се помиње осми арханђел Јеремил значи „величина Божија“. Представљен је како држи диск са Христовим иницијалима у десној руци.

Вас, вође небеских војски, ми недостојни увек молимо, да нас заштитите својим молитвама, као заклоном крила своје бестелесне славе, чувајући нас који пред вама падамо и усрдно вапијемо: избавите нас од беда као вође небеских сила.
ТРОПAР, глас 4.

### Пали анђели
- Луцифер, пали серафим који је желео да достигне Бога (Исаија 14,14). Луцифера је протерао са небеса арханђел Михаило. Познат је и као Сатана, Змија, Кушач и Лукави. Био је и херувим (Езекиљ 28,14) и „јутарња звезда“ (Исаија 14,12). Езекиљ (Езекиљ 28,17) наводи да је Сатана био ванредно леп анђео.